# 内山茉莉
内山茉莉（うちやま まり、7月6日 - ）は、日本の声優。奈良県出身。81プロデュース所属。

## 略歴
2015年4月1日付で81プロデュースに所属。

## 人物
方言は関西弁。
趣味・特技はイラスト、ハンドスプリング。

## 出演
太字はメインキャラクター。

### テレビアニメ
2017年
- 縁結びの妖狐ちゃん

2019年
- キラキラハッピー★ ひらけ!ここたま（女の子）
- KING OF PRISM -Shiny Seven Stars-（TVレポーター）
- キラッとプリ☆チャン（店員）

2020年
- 22/7（河野幸、先生）
- マギアレコード 魔法少女まどか☆マギカ外伝（箏曲部部員）
- 遊☆戯☆王SEVENS（2020年 - 2021年、生徒、女子生徒、巻寿司子）
- ハクション大魔王2020（スマホの声）
- まえせつ!（料理人 田辺）

2021年
- ワンダーエッグ・プライオリティ（女子生徒）
- プラオレ!〜PRIDE OF ORANGE〜（女子生徒）
- 古見さんは、コミュ症です。（2021年 - 2022年、牛路田影子、女子生徒2、女子生徒1、客2、母親 他） - 2シリーズ
- SELECTION PROJECT（ホステスA〈あけみ〉）

2022年
- 舞妓さんちのまかないさん（舞妓、アナウンサー）
- 遊☆戯☆王ゴーラッシュ!!（2022年 - 2025年、巻さん / 巻巻子）
- SPY×FAMILY（イーデン校受験生）
- パリピ孔明（観光客）
- ヒロインたるもの!〜嫌われヒロインと内緒のお仕事〜（女子生徒B、アナウンサー）
- 妖怪ウォッチ♪（ミユ）
- 金装のヴェルメイユ〜崖っぷち魔術師は最強の厄災と魔法世界を突き進む〜（女子）
- 弱虫ペダル LIMIT BREAK（2022年 - 2023年、観客）

2023年
- ブルーロック（少年）
- 吸血鬼すぐ死ぬ2（子供ショット）
- 魔法使いの嫁 SEASON2（エイプリル、生徒B、幼少リアン、親戚） - 2シリーズ
- アイドルマスター シンデレラガールズ U149（みりあの妹）
- 英雄教室（上級クラス、下級クラス、女子生徒）
- AIの遺電子（ケーキ屋の店員）
- はめつのおうこく（オペレーター、カップル、グリアナ、魔女）

2024年
- ちいかわ（むらさき / パジャマパーティーズ・むらさき、グレーの子たち）
- 七つの大罪 黙示録の四騎士（妖精族）
- ゆびさきと恋々（小学生男子A）
- 神は遊戯に飢えている。（使徒）
- 夜桜さんちの大作戦（すず）

2025年
- Summer Pockets
- カラオケ行こ!（ツインテール）
- 強くてニューサーガ（メイド）

### 劇場アニメ
- Fate/Grand Order -終局特異点 冠位時間神殿ソロモン-（2021年、カルデア職員）
- 映画 ゆるキャン△（2022年、女子高生）
- 劇場総集編 SSSS.GRIDMAN（2023年）

### OVA
- 12歳。（2015年、女子） - 『ちゃお』2015年8月号付録

### Webアニメ
- アニメBeans めしぬま。（2018年、夏花）
- ベイブレードバースト スパーキング（2020年、子供B）
- パワフルプロ野球 パワフル高校編（2021年、女子生徒）
- LUPIN ZERO（2022年、女子生徒A）

### ゲーム
2014年
- ドーリィ♪カノン ドキドキ♪トキメキ♪ヒミツの音楽活動スタートでぇ〜す!!

2015年
- 新約 アルカナスレイヤー（星探偵ロディア）

2016年
- 幻獣姫（植物を司る女神アムルタート）
- Battleship Girl -鋼鉄少女-（白雪）
- 白猫テニス（フー）
- デジタルラプソデー（フィオナ、ミーコ、ユリ、ミリ）
- ナイトスリンガー（猪八戒、セリア 他）
- Battleship Girl -鋼鉄少女-（白雪、睦月、奥利比、南安普敦）

2017年
- ウイニングハンド（美の女神アフロディーテ、臆病者の一撃ライオン、無心の守護者ブリキ）

2019年
- 天地の如く 〜激乱の三国志〜
- まちむす 地球防衛ライブ（大阪、ヴェネツィア）
- ラングリッサー モバイル（リスティル）
- モンスターストライク（2019年 - 2024年、白兎 イナバ、マロファ）

2020年
- ディズニー ツイステッドワンダーランド（カリム・アルアジーム〈幼少期〉）
- ファイナルファンタジーVII リメイク

2021年
- クイズRPG 魔法使いと黒猫のウィズ（イザーク・セラフィム〈幼少期〉）
- パズルガールズ（響）

2022年
- ヘブンバーンズレッド（2022年 - 2024年、大島四ツ葉）
- ワールドフリッパー（シャーリーン）

2023年
- 無期迷途（2023年 - 2025年、ドリー、タリア）

### BLCD
- ドラッグレス・セックスreturn（桃野カオリ）
- はだしの天使

### 吹き替え

#### 映画
- 悪女/AKUJO（ウネ〈キム・ヨヌ（朝鮮語版）〉）
- クリスマス・アゲイン（ロウェーナ〈スカーレット・エステベス〉）
- クリスマスに降る雪は
- search/サーチ（マーゴット・キム〈ミシェル・ラー〉）
- フェノミナ（ベラ・グランド〈フィオーレ・アルジェント〉 他）
- バト・ミツバにはゼッタイ呼ばないから（リディア）
- スパイキッズ：アルマゲドン

#### ドラマ
- 愛しのホロ
- ウルトラバイオレット＆ブラックスコーピオン（英語版）（バイオレット）
- キャンプ・キキワカ（グウェン〈スカーレット・エステベス（英語版）〉）
- ドクター・フー (ミープ[18] 〈ミリアム・マーゴリーズ〉)

#### テレビ番組
- ストーリーボットにきいてみよう

#### アニメ
- きかんしゃトーマス（レベッカ、オーブリー、エスター、マルシア 他）
  - きかんしゃトーマス チャオ!とんでうたってディスカバリー!!（レベッカ、エスター）
  - きかんしゃトーマス おいでよ!未来の発明ショー!（レベッカ）
- きみにおうちをプレゼント
- ストーリーボットにきいてみよう（キッズ、ヘンリー 他）
- トゥルーと虹の王国（トゥルー）
- ブレイベスト・ウォリアーズ（キャットバグ）
- ぼくらベビーベアーズ（パンダ）
- マスターズ・オブ・ユニバース:黙示録（赤子ティラー）※Netflix版
- ユーフーしゅつどう!（モモ、ジョリー、オーティス）
- バットウィール（ジェスタ）
- モーフルとまほうのペット（ミラ）

### ボイスコミック
- オネエ失格（麻井えみ）
- キョーダイなんかじゃいられない！（2019年、女子B[19]）
- 溺愛離婚（佐伯由布子）

### ボイスオーバー
- 世界ふれあい街歩き

### オーディオブック
- 犬と魔法のファンタジー（2021年、ヨミカ来倉、シロ、クイン[20]）
- 俺の立ち位置はココじゃない!（2021年、茨目花子、妃真子 ほか[21]）
- みすてぃっく・あい（2021年、門倉せりか[21]）
- ロクでなし魔術講師と禁忌教典（2022年、全女性キャラクター）
- 育ちざかりの教え子がやけにエモい（2022年 - 、手島美優 ほか）
- パパ活JKの弱みを握ったので、犬の散歩をお願いしてみた。（2023年、花野日菜子 ほか）

### その他コンテンツ
- 大福マンショー（温泉万寿姫）
- オーディオドラマ『芙蓉友奈は語部となる』（2023年、参拝客、女子バスケ部員）

## ディスコグラフィ

### キャラクターソング
| 発売日  | 商品名                     | 歌                   | 楽曲                                                | 備考                                       |
| 2021年  | 2021年                     | 2021年               | 2021年                                              | 2021年                                     |
| ------- | -------------------------- | -------------------- | --------------------------------------------------- | ------------------------------------------ |
| 2月15日 | Twin Stars                 | ASTRAM               | 「イルシオン」 「スターロア」                       | 『AKROGLAM』関連曲                         |
| 9月10日 | NEON SKY                   | レナ（内山茉莉）     | 「secret base〜君がくれたもの〜」                   | 『AKROGLAM』関連曲                         |
| 2022年  |                            |                      |                                                     | 『AKROGLAM』関連曲                         |
| 2月28日 | AKROGLAM                   | ASTRAM               | 「Never Let Go」 「True Colors」 「アスタラビスタ」 |                                            |
| 2024年  |                            |                      |                                                     |                                            |
| 2月23日 | パジャマパーティーズのうた | パジャマパーティーズ | 「パジャマパーティーズのうた」                      | テレビアニメ『ちいかわ』エンディングテーマ |

### シリーズ一覧
1. ↑  第1期（2021年）、第2期（2022年）
2. ↑  第1クール（2023年）、第2クール（2023年）

### 初出話一覧
1. ↑  第133話初出
2. ↑  第144話初出
3. ↑  第137話初出
4. ↑  第17話初出
5. ↑  第11話初出
6. 1 2  第2話初出
7. ↑  第12話初出
8. ↑  第6話初出
9. ↑  第7話初出

### ユニットメンバー
1. 1 2  レナ（内山茉莉）、ニナ（鈴代紗弓）
2. ↑  みどり（諸星すみれ）、ぴんく（長縄まりあ）、しろ（篠原侑）、むらさき（内山茉莉）